# Richard Tormen
Richard Gino Tormen Méndez (* 10. Oktober 1951) ist ein ehemaliger chilenischer Radrennfahrer.

## Sportliche Laufbahn
Tormen war im Bahnradsport und im Straßenradsport aktiv. Er war Teilnehmer der Olympischen Sommerspiele 1976 in Montreal. Im 1000-Meter-Zeitfahren kam er auf den 16. Rang. Im Sprint gewann er seinen Vorlauf gegen Sjaak Pieters und schied in der 2. Runde gegen Giorgio Rossi aus.
Bei den Panamerikanischen Spielen 1979 in San Juan gewann er die Goldmedaille in der Mannschaftsverfolgung mit Fernando Vera, Roberto Muñoz, und Sérgio Aliste. Im 1000-Meter-Zeitfahren gewann er die Bronzemedaille. 1974 und 1976 wurde er Zweiter im Zeitfahren.